# خولا (شهرستان وووداوا)
خولا (به لهستانی:  Hola) یک روستا در لهستان است که در گمینا ستار بروس واقع شده‌است.